# هارون دوبسون
هارون دوبسون (بالإنجليزية: Aaron Dobson) هو لاعب كرة قدم أمريكية أمريكي، ولد في 23 يوليو 1991 في دونبر في الولايات المتحدة.

## وصلات خارجية
- هارون دوبسون على موقع ريلجم (الإنجليزية)
- هارون دوبسون على موقع مرجع كرة القدم المحترفة.كوم (الإنجليزية)